# Куфтыревская
Куфтырёвская — деревня в Коношском районе Архангельской области. Входит в состав Вохтомского сельского поселения.

## География
Находится в юго-западной части Архангельской области на расстоянии приблизительно 21 км на север по прямой от административного центра района поселка Коноша на правом берегу речки Вохтомица.

## История
В 1873 году здесь было учтено 34 двора, в 1905 — 41. Тогда село (Село Куфтыревское или Вехтомский Николаевский погост) входило в Каргопольский уезд Олонецкой губернии.

## Население
Численность населения: 231 человек (1873 год), 260 (1905), 101 (русские 98 %) в 2002 году, 93 в 2010.